# 农村百事通
《农村百事通》创刊于1982年，是中国大陆农业科技类半月刊，编辑部位于江西省南昌市蓼洲街2号附1号。此刊物由江西科技出版社主办。
《农村百事通》在2018年被中华人民共和国国家新闻出版广电总局新闻报刊司评为2017年全国“百强报刊”。